# Similosodus transversefasciatus
Similosodus transversefasciatus là một loài bọ cánh cứng trong họ Cerambycidae.